# Ludwig Schwarz (Astronom)

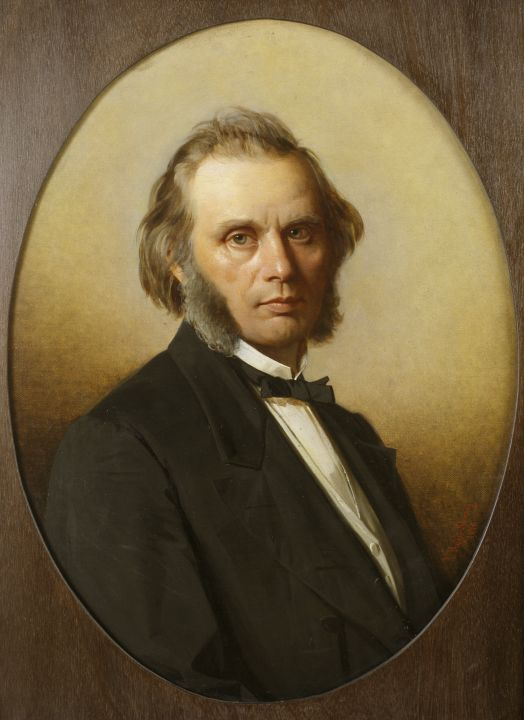
Ludwig Schwarz (1870, Kunstmuseum Kadriorg, Tallinn)

Peter Carl Ludwig Eduardowitsch Schwarz (russisch Петер Карл Людвиг Эдуардович Шварц; * 23. Mai 1822  in Danzig; † 17. Septemberjul. / 29. September 1894greg. in Jurjew) war ein deutsch-russischer Astronom, Topograf und Geodät.

## Leben
Schwarz wuchs in St. Petersburg auf, wo sein Vater Eduard Schwarz ein wenig bekannter Schauspieler an einem der dortigen Theater war. Als Zehnjähriger trat er in die Petrischule ein, die er 1841 mit Auszeichnung und einem Stipendium der Petrischule für ein anschließendes Studium abschloss. Dieses Stipendium ermöglichte ihm, an der physikalisch-mathematischen Fakultät der Kaiserlichen Universität Dorpat zu studieren. Schon zu Beginn des Studiums führte er an der Sternwarte Dorpat unter der Leitung Thomas Clausens astronomische Untersuchungen durch.
Nach dem Abschluss des Studiums 1846 wurde Schwarz Assistent am Dorpater Observatorium. Wegen der begrenzten Möglichkeiten dort war Schwarz wie auch andere Dorpater Wissenschaftler häufig Gast im St. Petersburger Pulkowo-Observatorium. 1849 nahm Schwarz auf Empfehlung des Direktors des Pulkowo-Observatoriums Friedrich Georg Wilhelm Struve als Astronom an der wissenschaftlichen Transbaikalexpedition der Russischen Geographischen Gesellschaft zur Erforschung des Amurgebiets teil. Schwarz erschloss und beschrieb die Seja-Ebene und das Turan-Gebirge (Teil der Gebirgskette mit dem Tukuringragebirge und dem Dschagdygebirge). Zwei Monate lang untersuchte Schwarz allein ohne Führer mit verletztem Bein das Aldanhochland. Er erstellte die endgültige Karte des Amurgebiets. Die Expedition wurde 1852 erfolgreich beendet. 1853 heiratete Schwarz Emilie Hagen, die Tochter des deutsch-baltischen Malers August Matthias Hagen.
Schwarz war dann auch Mitglied der nächsten Expedition der Russischen Geographischen Gesellschaft, die 1853 die Arbeit fortsetzte, um eine genaue Karte Südostsibiriens zu erstellen und die Bodenschätze zu erschließen. Schwarz leitete die mathematische Abteilung der Expedition. Das erste Jahr wurde für Vorbereitungen und vorbereitende Berechnungen genutzt. Als die eigentliche Expedition begann, begleitete ihn seine 1855 geheiratete zweite Frau Julie Wilhelmine Hagen-Schwarz, die Malerin und Schwester seiner 1854 gestorbenen ersten Frau. Auf drei von Schwarz festgelegten Marschrouten schritten die Topografen A. Ussolzew, I. Orlow und I. Kryschin voran. Die vierte Route übernahm er selbst mit seiner Frau. Mit einer kleinen Abteilung legten sie 600 Werst zurück am Unterlauf der Witim und entdeckten am Oberlauf der Tschara das dortige Hochland. Im zentralen Teil des Westsajans östlich des Jenissei entdeckten sie 1858 fünf kurze Gebirgsketten und erkannten unabhängig von Alexander Theodor von Middendorff, dass das Jablonowygebirge und das Stanowoi-Gebirge (Teil des Chamar-Daban) zu trennen waren. Auf der Basis seiner Daten erstellte Schwarz eine genaue Karte des Transbaikal- und Amurgebiets, die lange Zeit Grundlage der weiteren Forschungen war. Direkt im Anschluss nahm Schwarz an der Sachalin-Expedition teil. Während dieser sechsjährigen Tätigkeit hatte er mit drei Assistenten insgesamt mehr als 15000 Werst zurückgelegt. Der Expeditionsbericht wurde 1864 veröffentlicht. Schwarz erhielt eine lebenslange Pension und von der Russischen Geographischen Gesellschaft die Goldene Konstantinsmedaille. 1865 erhielt er den vollen Demidow-Preis mit 5000 Rubel.
Nach seiner Rückkehr nach Dorpat erhielt Schwarz ein Regierungsstipendium für ein Auslandsstudium zur Vorbereitung auf die Professur. 1866 wurde er Erster Astronom am Dorpater Observatorium, 1872 Professor und bald darauf Direktor des Observatoriums. Er führte viele Untersuchungen zur Theorie der astronomischen Instrumente durch. 1874 reiste er nach Nertschinsk zur Beobachtung des Venustransits.
Am 1. Septemberjul. / 13. September 1894greg. ging Schwarz in den Ruhestand. Er wurde auf dem alten lutherischen Raadi-Friedhof in Jurjew begraben in der Nähe seines Schwiegervaters August Matthias Hagen, wo später auch seine Frau begraben wurde. Ihre Gräber sind erhalten.
Der wissenschaftliche Name des Bartlaubsängers Phylloscopus schwarzi erinnert an Schwarz. Der Vogel wurde von Gustav Radde 1863 beschrieben, der an der Südostsibirien-Expedition 1855–1859 teilgenommen hatte.

## Werke
- Ueber die Reduction der scheinbaren und wahren Monddistanzen auf einander. Dorpat 1865
- Das vom Sinus der doppelten Zenitdistanz abhängige Glied der Biegung des Dorpater Meridiankreises. Dorpat 1871
- Bestimmung der Collimation des Fernrohres eines Meridiankreises. Viert. d. A. G., 1877
- Eine Studie auf dem Gebiete der practischen Astronomie. Dorpat 1889
- Ueber die Zuverlaessigkeit der Positionen der Histoire Celeste in dem Cataloge derselben der British Association. Dorpat 1893